# Dale (Wisconsin)
Dale ist eine Siedlung auf gemeindefreiem Gebiet im Outagamie County im US-amerikanischen Bundesstaat Wisconsin. Zu statistischen Zwecken ist der Ort zu einem Census-designated place (CDP) zusammengefasst worden. Im Jahr 2020 hatte Dale 570 Einwohner.
Dale liegt in der Fox Cities genannten Metropolregion.

## Geografie
Dale liegt im Osten Wisconsins, rund 20 km westlich des in den Michigansee mündenden Fox River. 
Die geografischen Koordinaten von Dale sind 44°16′23″ nördlicher Breite und 88°40′42″ westlicher Länge. Der Ort erstreckt sich über eine Fläche von 3,86 km² und ist bildet das Zentrum der Town of Dale. 
Nachbarorte von Dale sind Hortonville (10,3 km nordnordwestlich), Appleton (22,2 km östlich), Neenah am Lake Winnebago (27 km südöstlich), Larsen (14,7 km südlich), Fremont (15,3 km westlich) und New London (19,3 km nordnordwestlich).
Die nächstgelegenen größeren Städte sind Green Bay am Michigansee (67,8 km ostnordöstlich), Wisconsins größte Stadt Milwaukee (170 km südsüdöstlich), Chicago in Illinois (320 km in der gleichen Richtung), Rockford in Illinois (267 km südlich), Wisconsins Hauptstadt Madison (176 km südsüdwestlich), La Crosse am Mississippi (248 km westsüdwestlich), Eau Claire (268 km westnordwestlich), die Twin Cities in Minnesota (399 km in der gleichen Richtung) und Wausau (141 km nordwestlich).

## Verkehr
Der Wisconsin State Highway 96 verläuft in West-Ost-Richtung als Hauptstraße durch Dale. Alle weiteren Straßen sind untergeordnete Landstraßen, teils unbefestigte Fahrwege sowie innerörtliche Verbindungsstraßen.
Durch Dale verläuft in Nordwest-Südost-Richtung eine Eisenbahnlinie für den Frachtverkehr der Canadian National Railway (CN).
Die nächste Flughafen ist der Outagamie County Regional Airport westlich von Appleton (16,2 km östlich).

## Bevölkerung
Nach der Volkszählung im Jahr 2010 lebten in Dale 528 Menschen in 202 Haushalten. Die Bevölkerungsdichte betrug 136,8 Einwohner pro Quadratkilometer. In den 202 Haushalten lebten statistisch je 2,61 Personen. 
Ethnisch betrachtet bestand die Bevölkerung mit sechs Ausnahme nur aus Weißen. Unabhängig von der ethnischen Zugehörigkeit waren 1,1 Prozent der Bevölkerung spanischer oder lateinamerikanischer Abstammung. 
27,1 Prozent der Bevölkerung waren unter 18 Jahre alt, 64,0 Prozent waren zwischen 18 und 64 und 8,9 Prozent waren 65 Jahre oder älter. 50,8 Prozent der Bevölkerung waren weiblich.
Das mittlere jährliche Einkommen eines Haushalts lag bei 68.750 USD. Das Pro-Kopf-Einkommen betrug 24.890 USD.